# Parco Frederik Meijer
Il Frederik Meijer Gardens & Sculpture Park è un giardino botanico e parco contenente 170 sculture, ubicato a Grand Rapids nella contea di Kent nello stato del Michigan, Stati Uniti d'America. Normalmente indicato come Meijer Gardens, è diventato velocemente una delle più note collezioni di sculture del Midwest e una emergente destinazione culturale.
Nel maggio 2009, è stato definito uno dei "30 Must-See Museums" (30 musei da vedere) nel mondo. Si tratta della seconda attrazione turistica più visitata del Michigan secondo ArtPrize, la più grande competizione d'arte giudicata con una votazione. Nel 2014 ha acquisito Iron Tree di Ai Weiwei e aperto un giardino giapponese di 3,2 ettari con un investimento di 22 milioni di dollari.

## Storia
I Meijer Gardens vennero aperti al pubblico il 20 aprile 1995 a seguito della liberalità di Frederik e Lena Meijer, la famiglia della Meijer Corporation, che donarono i fondi, il terreno e l'intera loro collezione di sculture.
Nel 1990, la West Michigan Horticultural Society chiese a Frederik Meijer di donare un appezzamento di terreno, da lui posseduto, per realizzare un orto botanico.

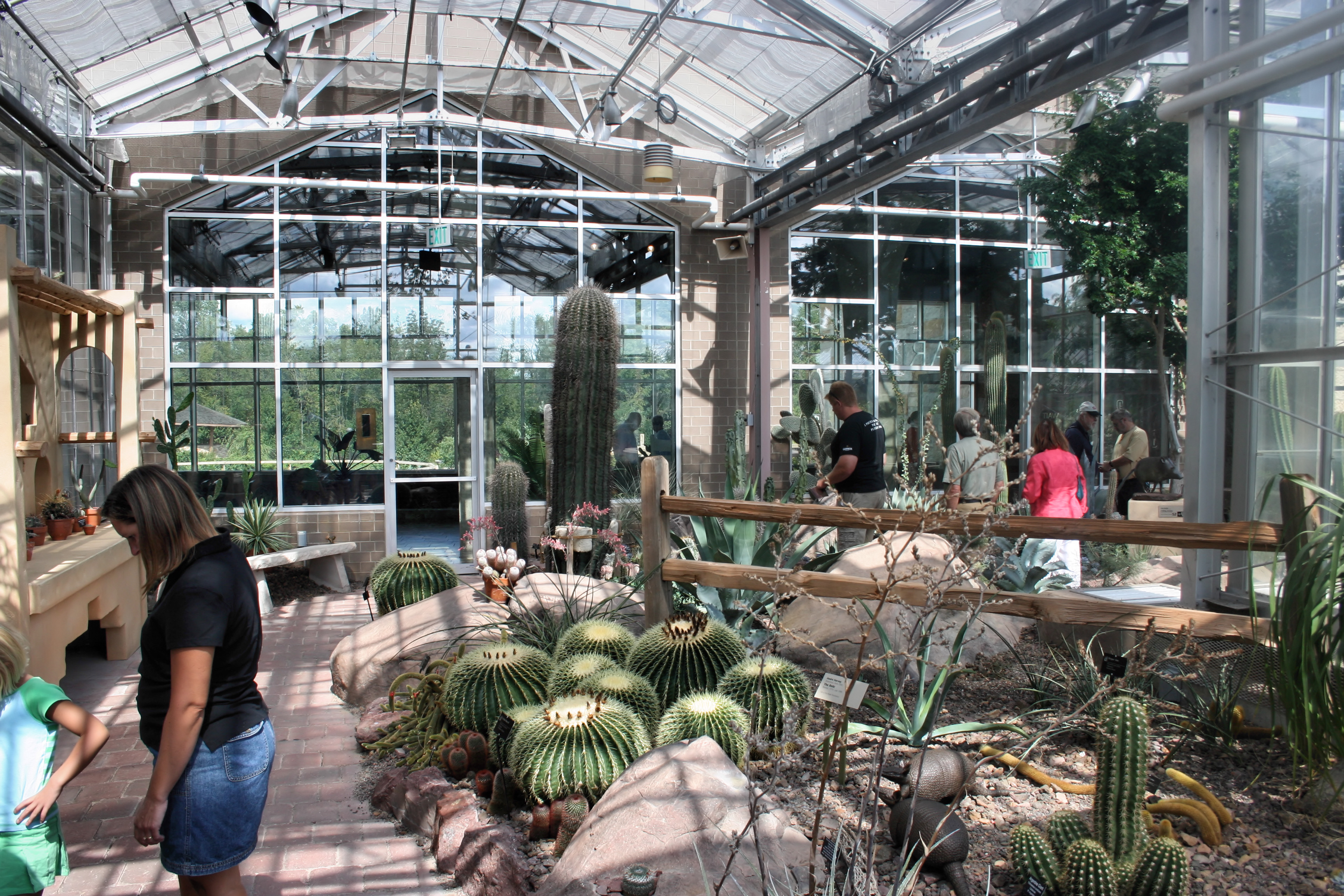
Serra contenente piante originarie di zone desertiche.

Meijer donò 28 ettari di terreno, a Grand Rapids, nel 1991. Allo stesso tempo, Fred e Lena Meijer, donarono la loro intera collezione di sculture. Il Michigan Botanic Garden, come era stato chiamato il progetto, venne così rinominato Frederik Meijer Gardens dal nome del suo maggiore finanziatore.
L'impronta distintiva del parco e dei giardini, che sottolinea l'importanza della scultura e dell'orticoltura, realizzava l'obiettivo di Meijer di unire l'arte visiva del genere umano a quella della natura.
Viene visitato da circa 600.000 persone all'anno ed è stato realizzato interamente con donazioni private. I Meijer Gardens contengono la più grande raccolta botanica tropicale del Michigan; tre serre; un giardino giapponese di 3,2 ettari aperto nel 2015, giardini all'aperto, percorsi naturalistici; gallerie permanenti di sculture; biblioteca; teatro per audiovisivi; caffè e negozio di souvenir; sala congressi. Sia le parti al coperto che quelle all'aperto sono completamente accessibili ai portatori di handicap.
Nei primi dieci anni dall'apertura i Meijer Gardens hanno attratto più di tre milioni di visitatori e celebrato il loro 15º anniversario il 20 aprile 2010. Il 7 maggio 2010 il museo ha dato il benvenuto al seimilionesimo visitatore.

## Orticoltura

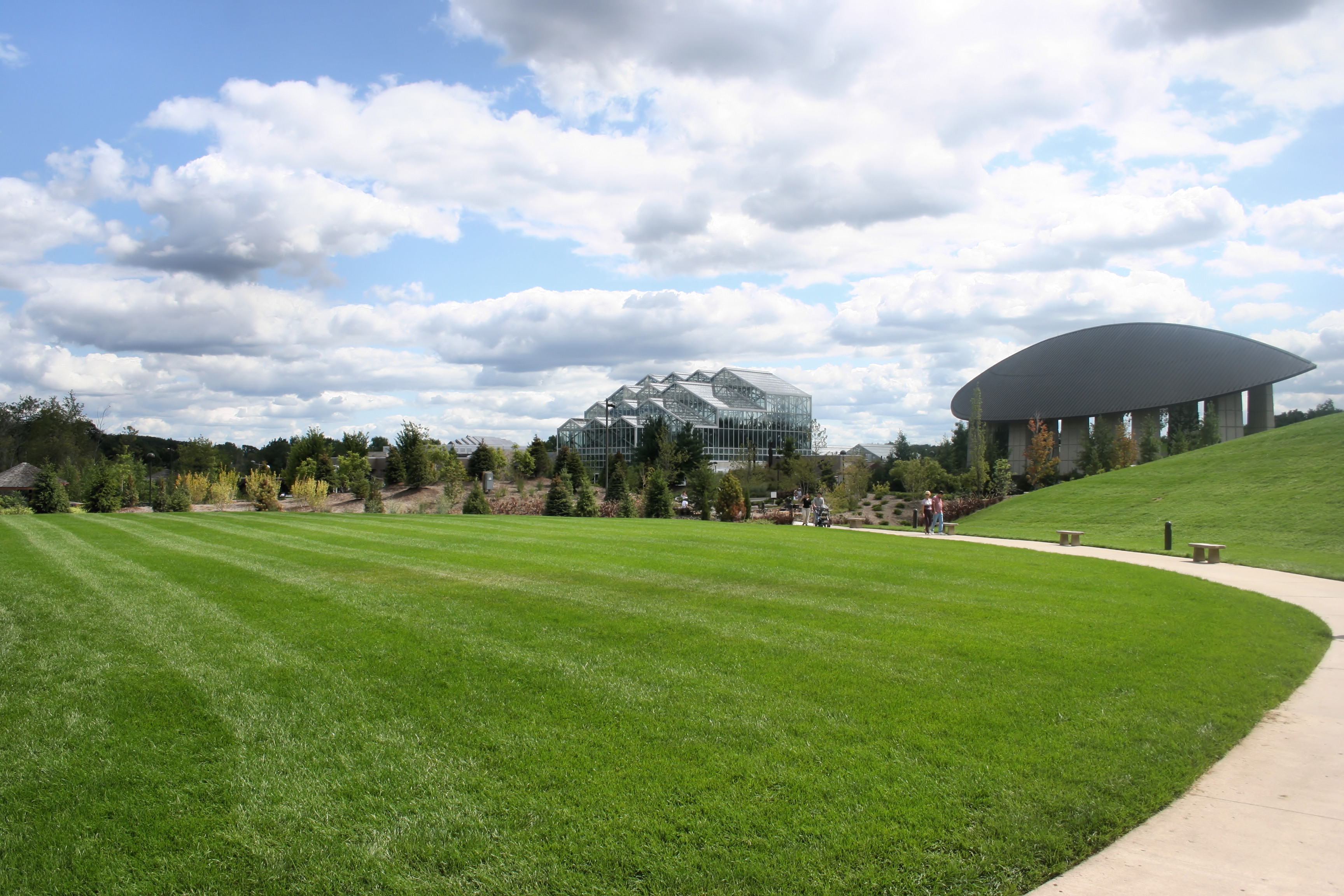
Serre, anfiteatro e paesaggio circostante.

Il Lena Meijer Conservatory è una serra a cinque piani, di 1.400 m2 di superficie, con paesaggi in roccia progettati da Philip di Giacomo e piante selezionate da Stephen Rosselet. La serra ospita piante tropicali da tutto il mondo e comprende palma da cocco del Pacifico, alberi di fico dell'India, orchiee dell'America centrale e meridionale, bambù e banani dell'Asia. Altre serre contengono piante carnivore, piante di terreni desertici come il Saguaro e una serra Vittoriana.

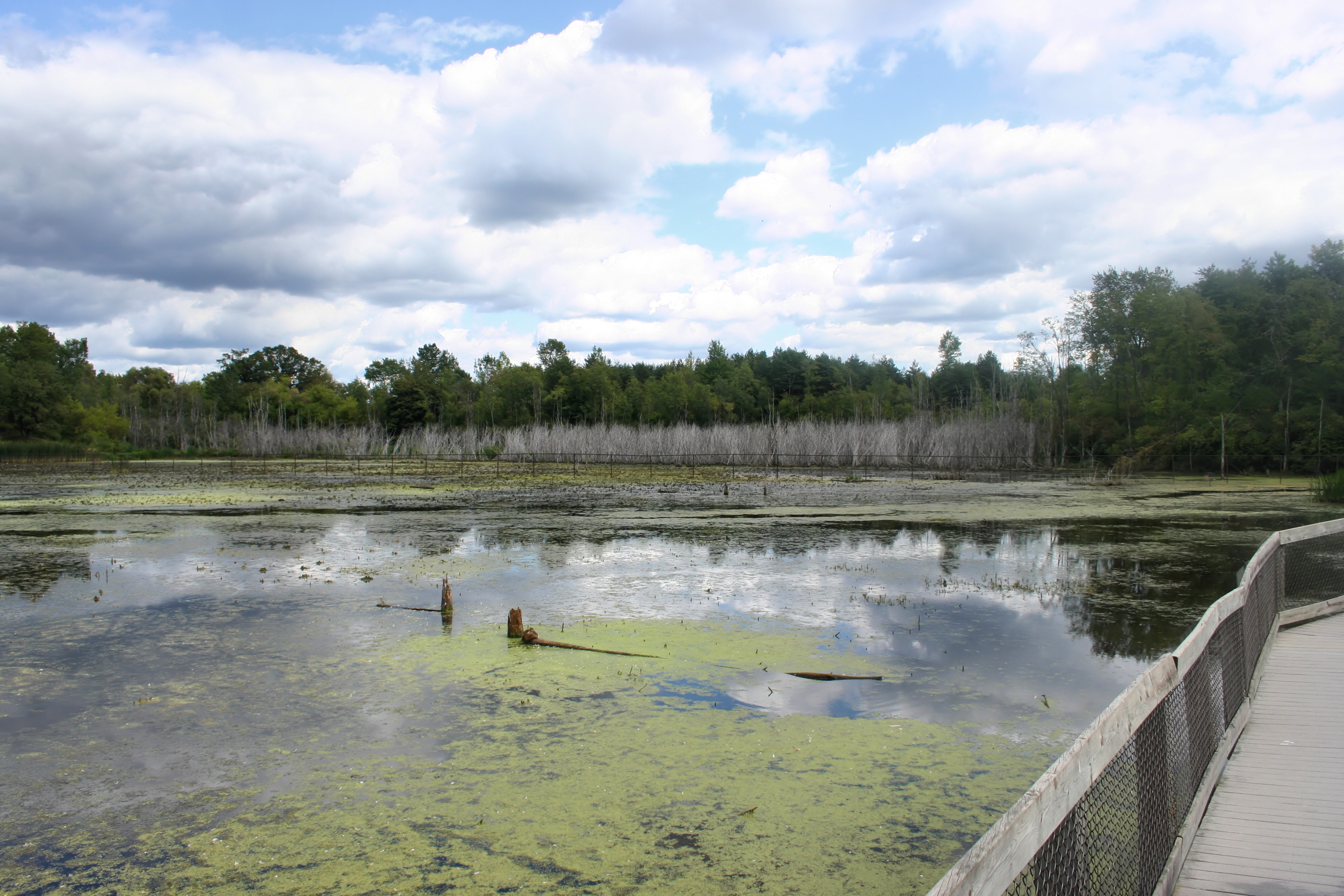
I sentieri Wege Nature sono ubicati all'esterno dell'area dei giardini in una riserva di piante originarie del Michigan.

Aperto nel 2015, il Richard and Helen DeVos Japanese Garden persegue la duplice missione di miscelare scultura e botanica. Il giardino giapponese si trova nell'angolo nord-est della proprietà e trasuda l'essenza stessa della tradizione nipponica fatta di tranquillità, semplicità e bellezza. Il design ha evidenziato le caratteristiche esistenti di terra-acqua, cambi di pendenza e silenzio, con una combinazione di aree naturalistiche ben curate.
Il progetto di Hoichi Kurisu, presidente e fondatore del Kurisu International, riflette questa essenza attraverso una varietà di elementi orticoli quali, muschio e giardini di bonsai, ponti panoramici, cascate e una sala da tè, tra le molte altre caratteristiche. Inoltre sono presenti opere di scultura contemporanea di grandi artisti internazionali la cui estetica e forma si inserisce con armonia nello spazio.
Una delle sculture è un'opera di Anish Kapoor. Si tratta di una delle poche opere realizzate in granito dall'artista. Forme circolari, sulla superficie frontale della scultura, riflettono e valorizzano l'ambiente circostante, mentre l'atmosfera tranquilla favorisce la meditazione. Il giardino è stato realizzato da AE e Owen Ames Kimball.
I giardini all'aperto, disegnati dai paesaggisti James van Sweden di Washington e da Penelope Hobhouse del Sussex, comprendono piante delle quattro stagioni godibili tutto l'anno.
Per favorire la consapevolezza educativa dei numerosi ecosistemi presenti nel West Michigan, il Wege Nature Trail è un sentiero lastricato che si snoda attraverso una sezione boschiva della proprietà. È collegato alla passerella Frey che porta i visitatori alle zone umide naturali. Su queste passeggiate sono inseriti siti di bird watching, praterie, uno stagno e bei panorami.
Lo Gwen Frostic Woodland Shade Garden, dedicato nel 1998, commermora l'influenza artistica del noto naturalista, artista e scrittore, e contiene piante come felci, hosta, papaveraceae, rhododendron e azalea.
Nel maggio 2003 venne aperto il Michigan Farm Garden (1,2 ettari) un luogo dove le famiglie possono sperimentare giardini pieni di verdure, frutteti e sculture figurative di animali all'interno di un ambiente completo di un fienile vecchio di 100 anni e di una replica della casa colonica dell'infanzia di Lena (Rader) Meijer.
Il Frederik Meijer Gardens Amphitheater venne inaugurato nel giugno 2003. La struttura all'aperto per concerti e teatro, è dotata di un palco coperto progettato per esecuzioni sinfoniche ed è in grado di ospitare ogni genere di esecuzione musicale. Il prato antistante può ospitare fino a 1.900 spettatori seduti. Fra i musicisti che si sono esibiti figurano Harry Connick Jr., B.B. King, Sheryl Crow, Steve Miller Band e Wynton Marsalis.
Il Lena Meijer Children’s Garden venne aperto nel giugno 2004. Esso ruota intorno al mondo incantato delle piante, dei giardini, della scultura e della natura, attraverso aree interattive, in uno spazio di 2 ettari. Vi sono case sugli alberi del bosco e una capanna di legno, un giardino con acqua, un labirinto di farfalle, un giardino sensoriale e molto altro.
La biblioteca Peter M. Wege Library contiene libri su orticoltura e scultura.

## Sculture
I Meijer Gardens comprendono un parco di 12 ettari aperto il 12 maggio 2002. Esso contiene più di 170 sculture di artisti famosi come Magdalena Abakanowicz, Jonathan Borofsky, Alexander Calder, Tony Smith, Anthony Caro, Anthony Gormley, Mark di Suvero, Anish Kapoor, Jenny Holzer, Richard Hunt, Auguste Rodin, Joan Miró, Louise Bourgeois, Ai WeiWei, Henry Moore, Claes Oldenburg, Marshall Fredericks, David Nash, Arnaldo Pomodoro, Keith Haring, Dale Chihuly, Laura Ford e Kenneth Snelson, tra gli altri. La collezione comprende numerose sculture monumentali, esposte all'aria aperta, in tutte le aree della proprietà, all'interno del giardino d'inverno, nei giardini di specialità e nella galleria.
Tra le più visitate l'opera di Nina Akamu, The American Horse, creata in omaggio all'opera originale di Leonardo da Vinci, commissionata dal duca di Milano, e opere di Rodin e Degas nel Victorian Conservatory.
Lo Sculpture Program at Meijer Gardens organizza tre mostre temporanee annuali. Tra le opere si ricordano quelle di Andy Goldsworthy, Tom Otterness, Magdalena Abakanowicz, George Rickey e Jaume Plensa.

## Galleria d'immagini

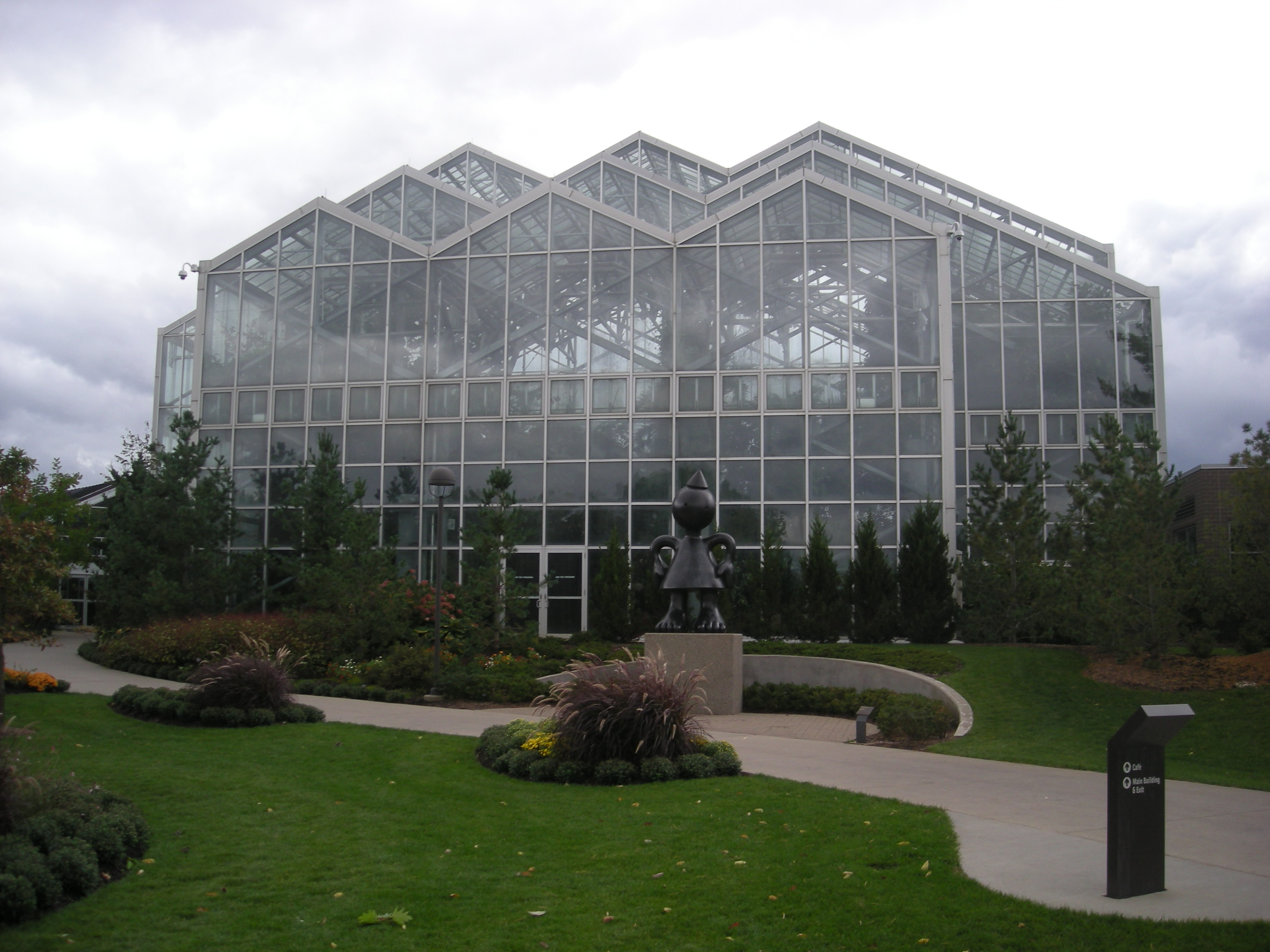
Lena Meijer Tropical Conservatory
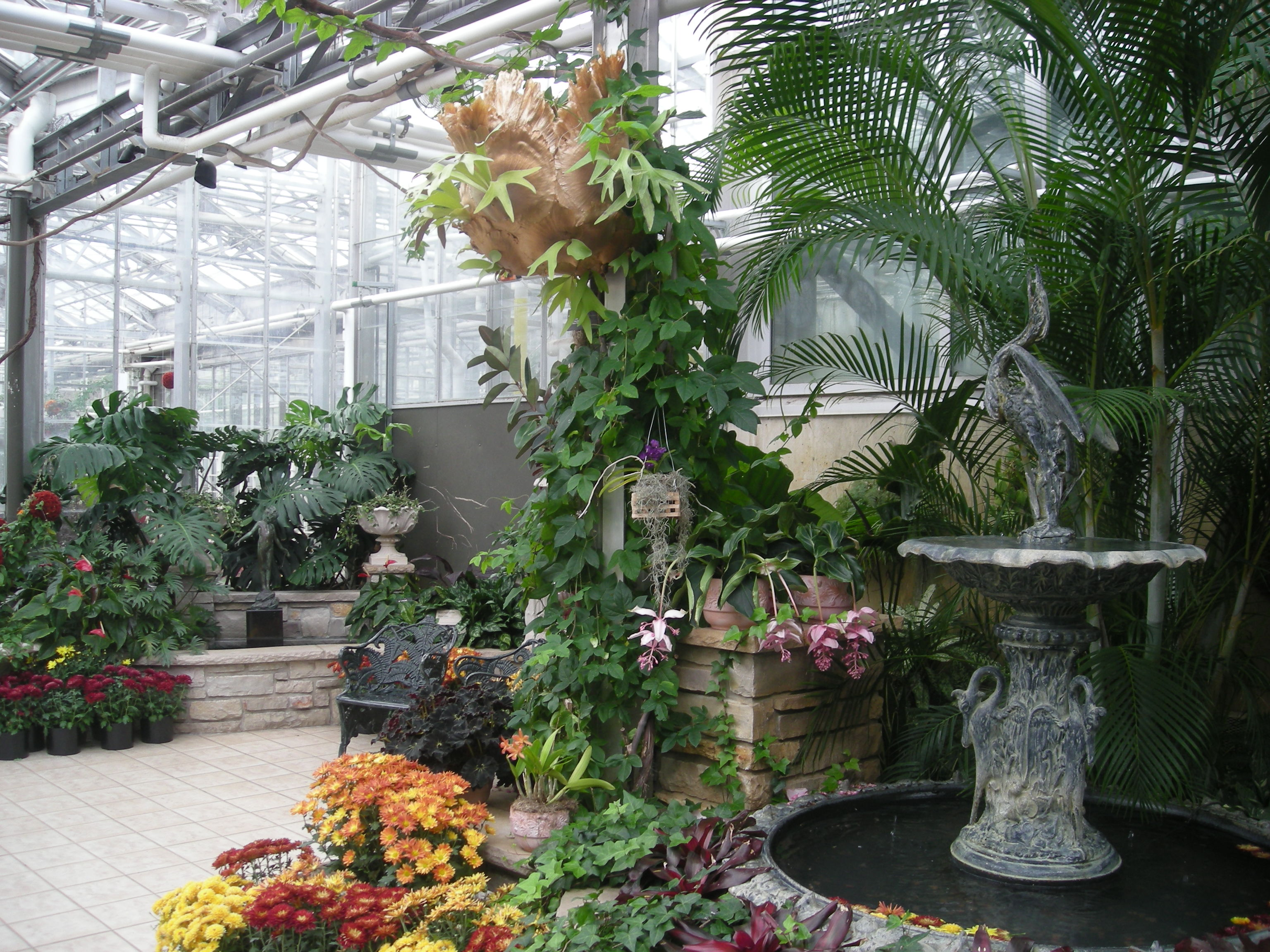
Earl and Donnalee Holton Victorian Garden
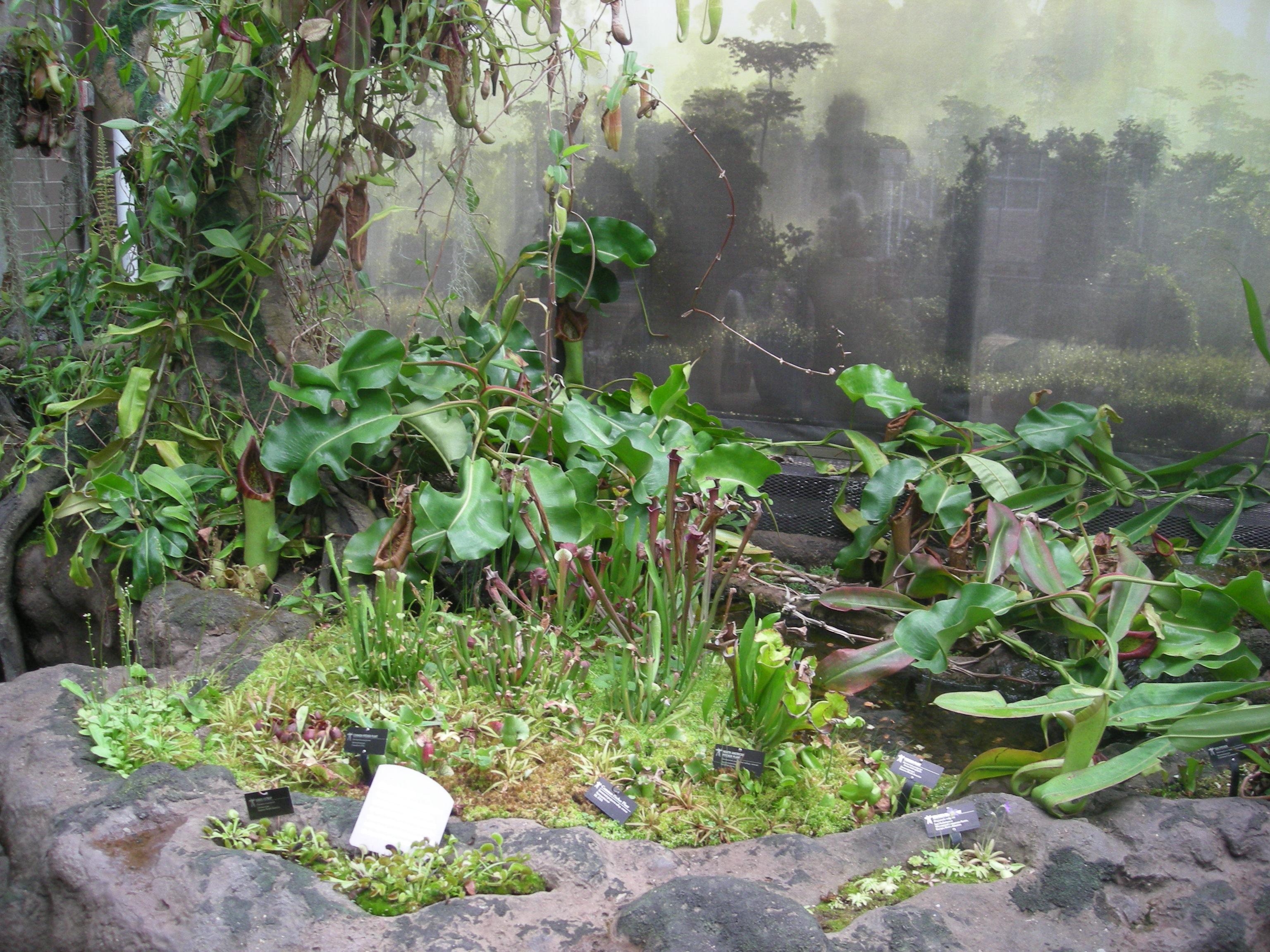
Kenneth E. Nelson Carnivorous Plant House
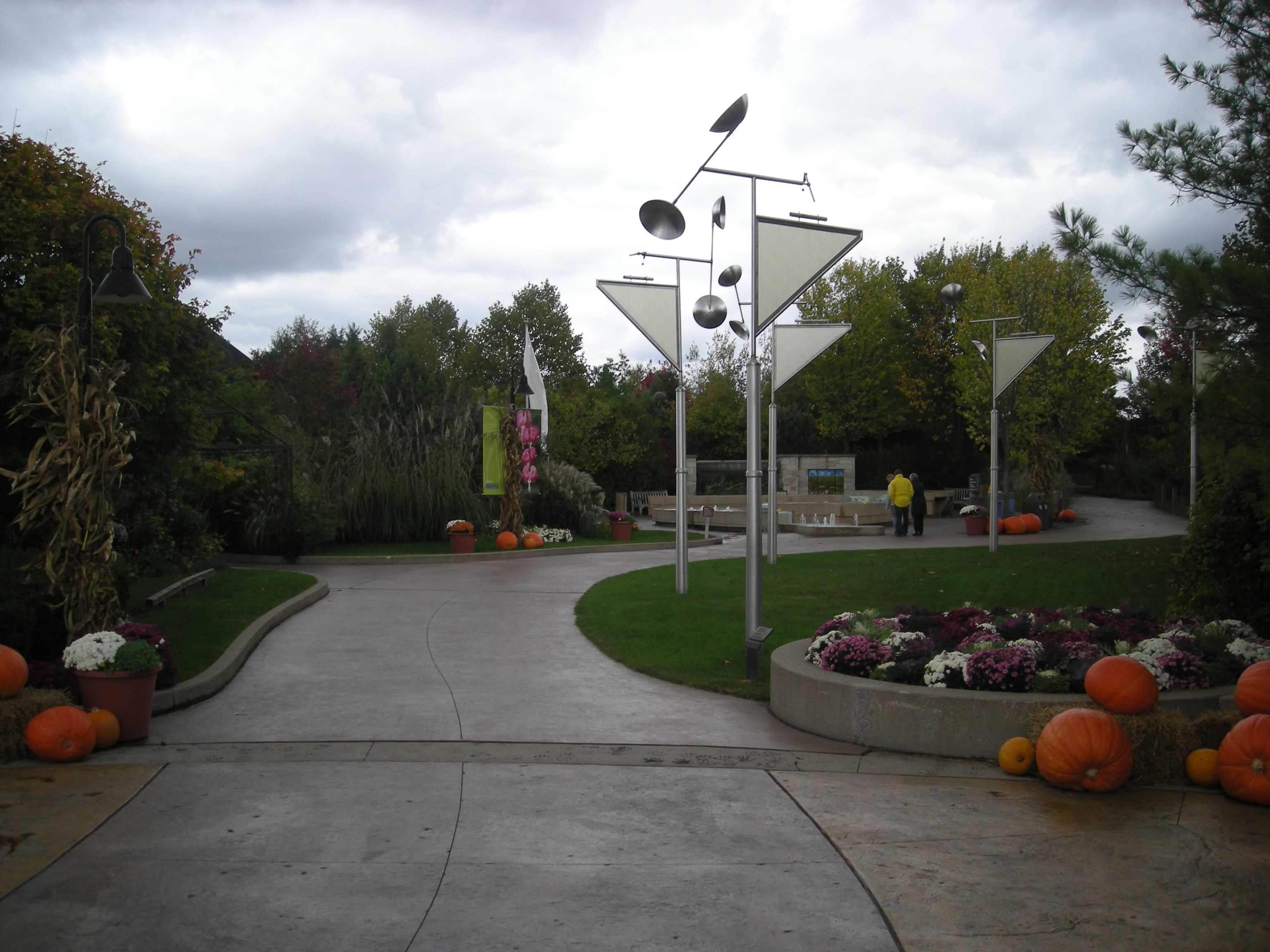
Lena Meijer Children's Garden
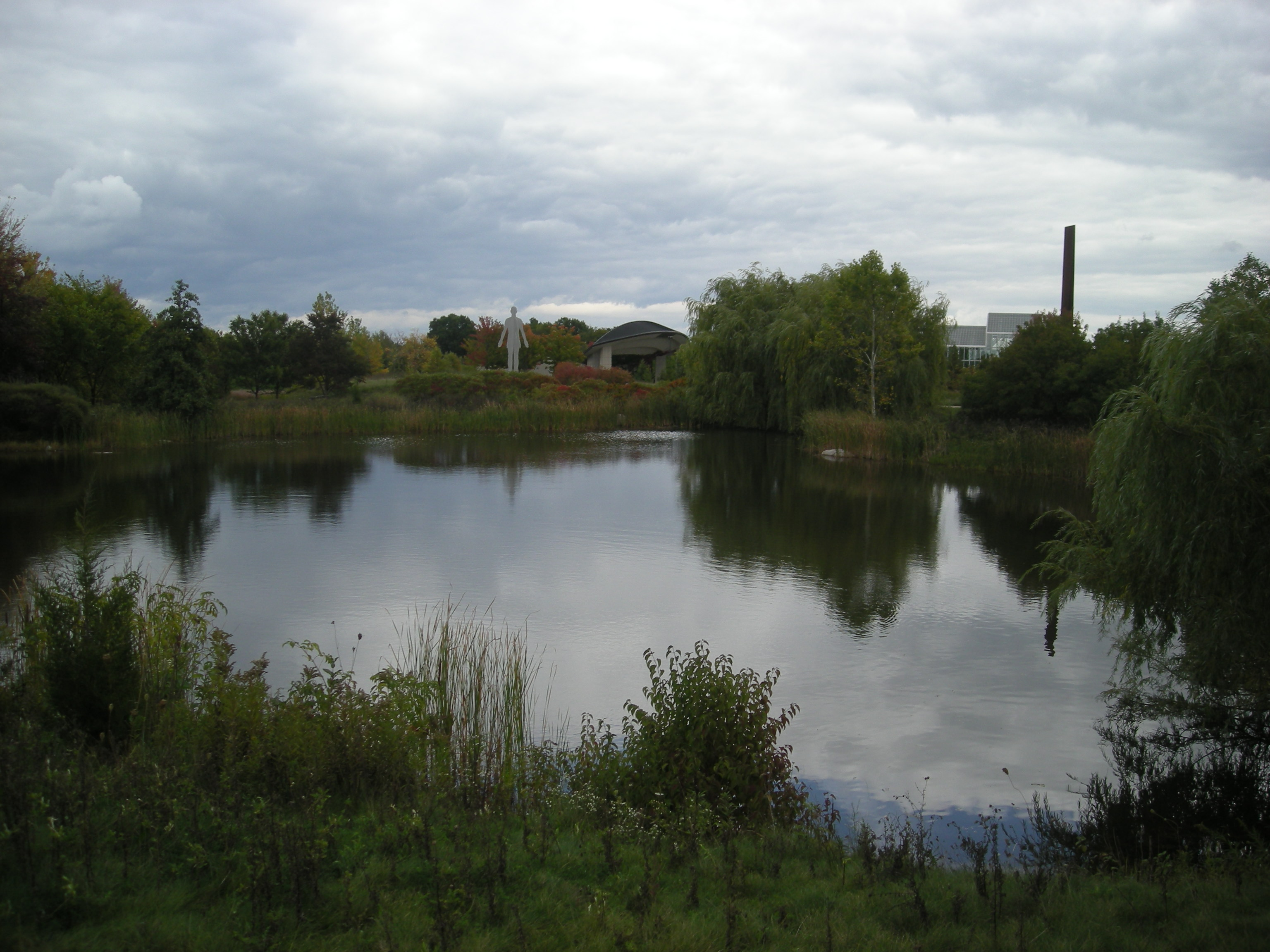
Sculpture Park
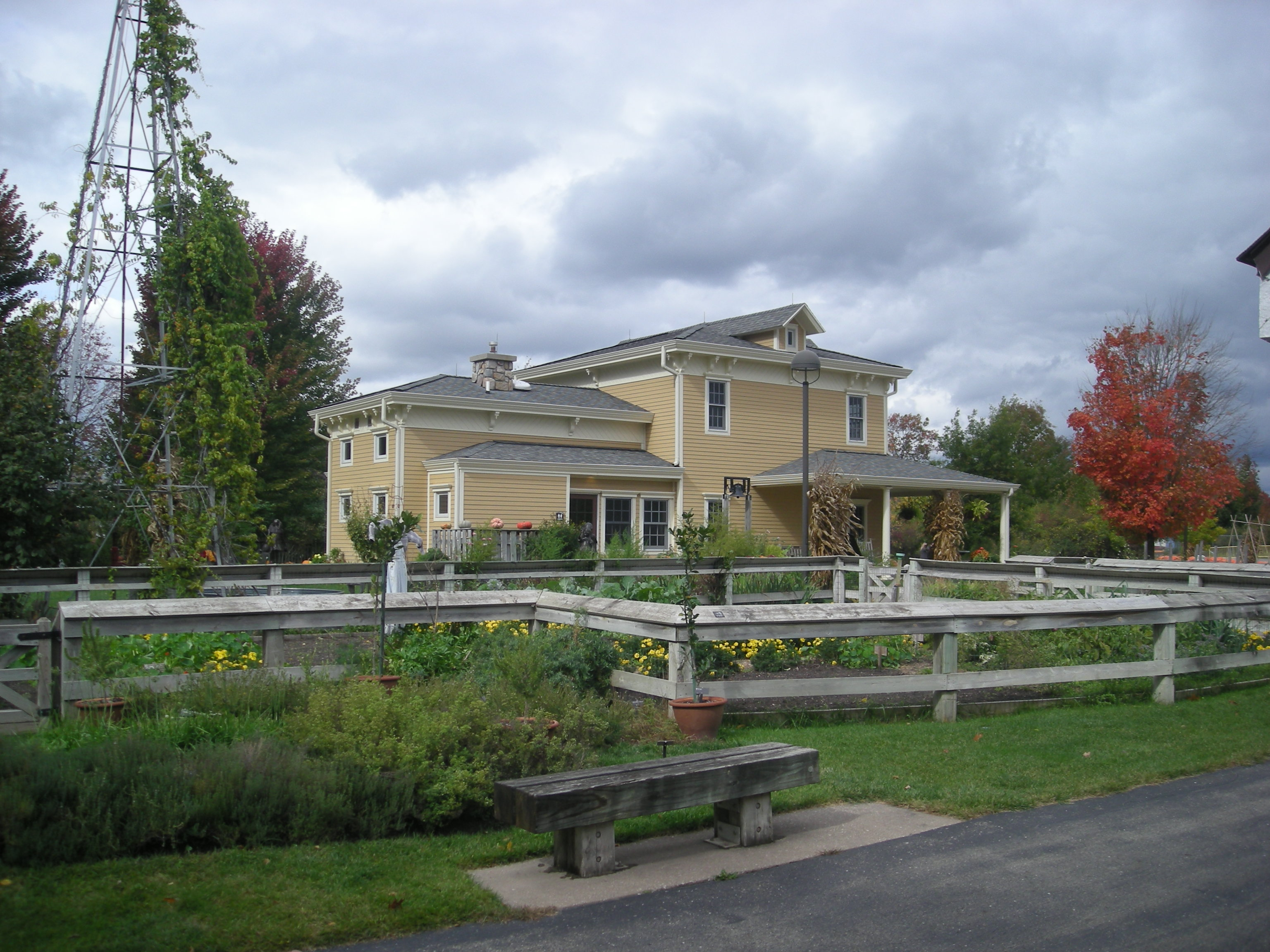
Michigan's Farm Garden
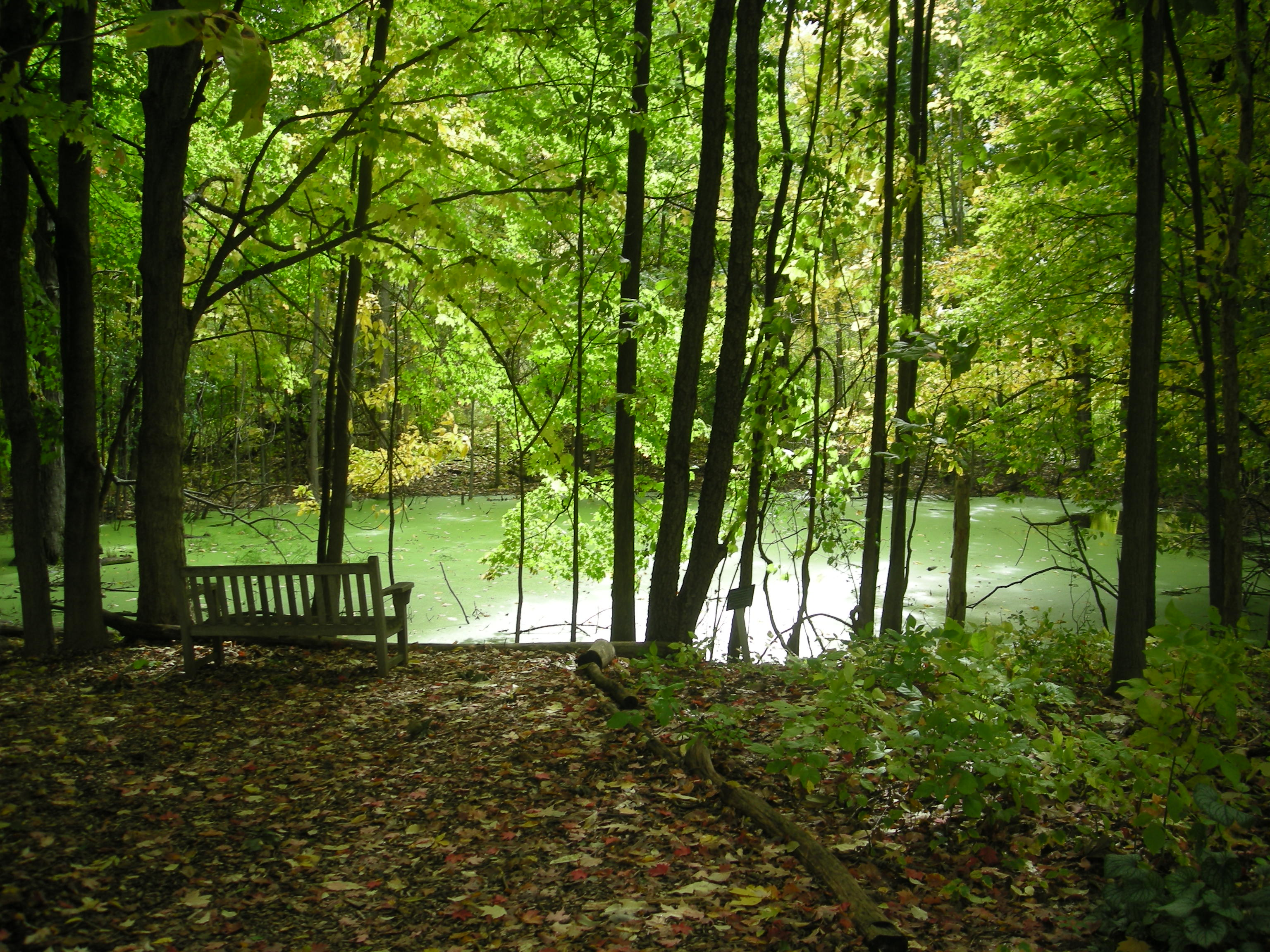
Gwen Frostic Woodland Shade Garden
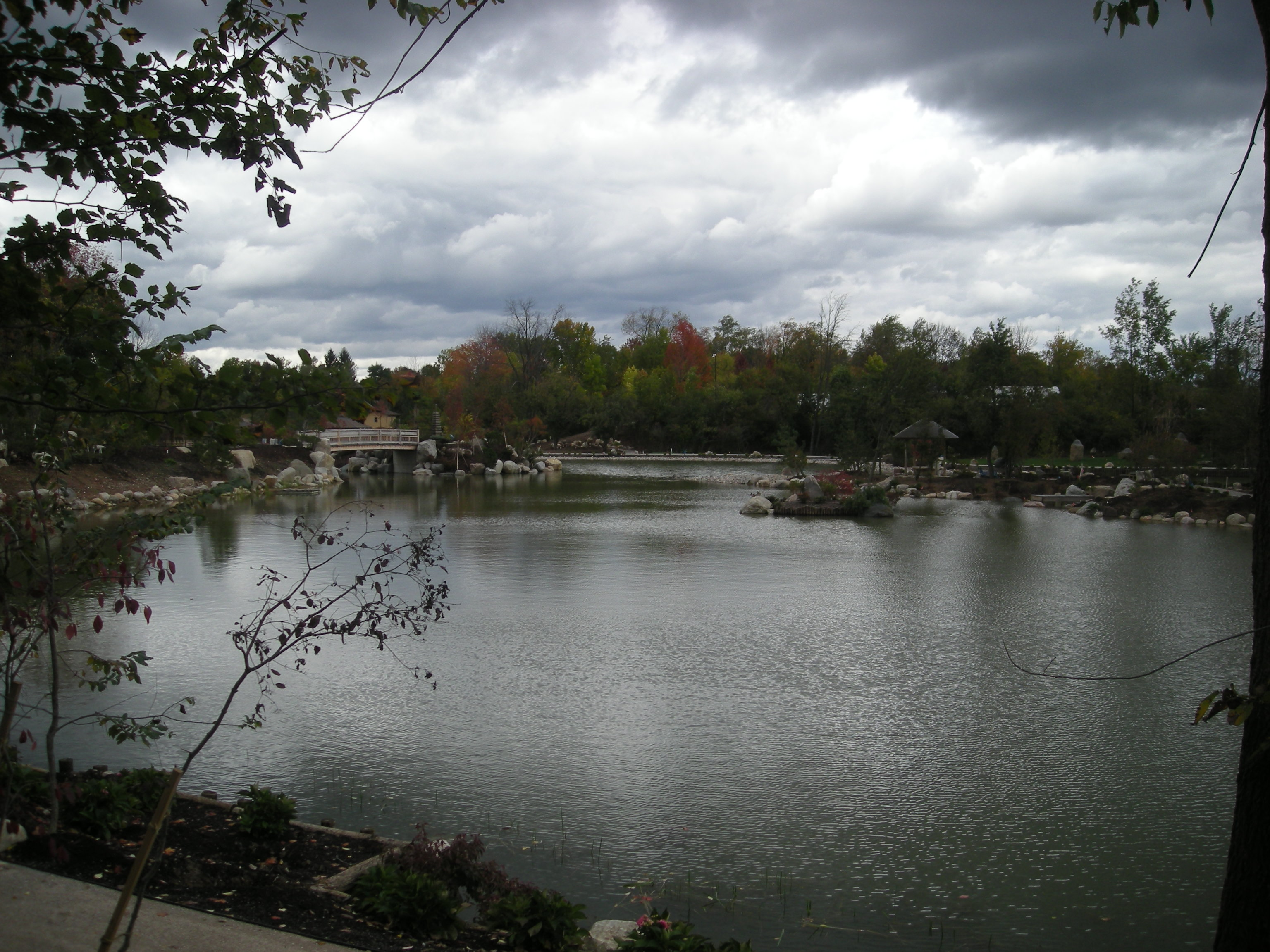
Richard & Helen DeVos Japanese Garden (under construction, October 2014)